# Wae Eti
Wae Eti är ett vattendrag i Indonesien.   Det ligger i provinsen Moluckerna, i den östra delen av landet, 2 400 km öster om huvudstaden Jakarta.